# مجيد كافوسيفار
مجيد كافوسيفار (بالفارسية: مجید کاووسی‌فر) أعدمته الحكومة الإيرانيه هو وأخوه حسين كافوسيفار بعد تثبيت تهمة قتل قاضي اسمه حسن احمدي مقدس وتم الإعدام في طهران في 2 أغسطس 2007.